# Henry Beaufort, III duca di Somerset
Henry Beaufort, III duca di Somerset (26 gennaio 1436 – Hexham, 15 maggio 1464), è stato un condottiero inglese, che partecipò alla guerra delle due rose come comandante dell'esercito del casato dei Lancaster.

## Biografia
Figlio di Edmund Beaufort, II duca di Somerset e di Lady Eleanor Beauchamp, era il cugino di Margaret Beauford e di Richard Neville, Conte di Warwick e II Duca di Buckingham.

### Guerra delle due rose - Lancaster
Henry Beaufort combatte nella prima battaglia di St Albans (1455), in cui suo padre perse la vita ed egli fu gravemente ferito. Fu fra i principali condottieri delle armate Lancaster nella battaglia di Wakefield (1460), nella seconda battaglia di St Albans (1461) e nella battaglia di Towton (1461); quest'ultima, risoltasi con la vittoria degli York, lo costrinse alla fuga in Scozia.
Dalla Scozia si diresse in Francia per negoziare degli aiuti, ma fu imprigionato per un certo periodo di tempo e perciò ricondotto in Inghilterra dalla Scozia.
Presidiò numerosi castelli in Northumberland. Arresosi durante l'assedio di uno dei castelli da lui occupati, indicò le proprie richieste affinché fosse sancita la pace con il re Edoardo IV d'Inghilterra.

### Guerra delle due rose - Edoardo IV ed il ritorno sotto i Lancaster
Il re perdonò Beaufort solo dopo aver inflitto numerose sconfitte agli altri comandanti dei Lancaster, affinché la sua posizione sul trono restasse salda; quindi, il 10 marzo 1462 restaurò i titoli e le proprietà espropriati al Duca di Somerset.
L'anno seguente Somerset rimase vicino al re, partecipando alla corte e consigliandolo militarmente. Tuttavia, alla fine del 1463 ritornò nuovamente a supportare la causa dei Lancaster, si affrettò a raggiungere il settentrione del paese e radunò delle truppe. Resistette nel nord dell'Inghilterra fino al maggio 1464, quando fu sconfitto nella battaglia di Hexham e decapitato il giorno stesso. Fu poi sepolto nell'abbazia di Hexham.
Somerset morì senza essersi sposato e non lasciò alcun erede legittimo, sebbene avesse avuto un figlio illegittimo (successivamente legittimato) da Joan Hill, ovvero Charles Somerset, I conte di Worcester, da cui discendono i Conti ed i Marchesi ed in seguito Duchi di Beaufort, che sono ancora oggi l'ultima linea di discendenza maschile dei Plantageneti ed il secondo casato dei conti d'Angiò.

## Ascendenza
|                                             |                                           |                                          | Genitori                                     |  |  | Nonni |  |  | Bisnonni                                   |  |  | Trisnonni                 |  |
|                                             |                                           |                                          |                                              |  |  |       |  |  | Giovanni Plantageneto, I duca di Lancaster |  |  | Edoardo III d'Inghilterra |  |
|                                             |                                           |                                          |                                              |  |  |       |  |  | Giovanni Plantageneto, I duca di Lancaster |  |  | Edoardo III d'Inghilterra |  |
|                                             |                                           | Filippa di Hainaut                       |                                              |  |  |       |  |  | Giovanni Plantageneto, I duca di Lancaster |  |  |                           |  |
| John Beaufort, I conte di Somerset          |                                           |                                          |                                              |  |  |       |  |  | Giovanni Plantageneto, I duca di Lancaster |  |  |                           |  |
|                                             |                                           | Katherine Swynford                       | Payne De Roet                                |  |  |       |  |  |                                            |  |  |                           |  |
|                                             |                                           | Katherine Swynford                       | Payne De Roet                                |  |  |       |  |  |                                            |  |  |                           |  |
|                                             |                                           | Katherine Swynford                       | …                                            |  |  |       |  |  |                                            |  |  |                           |  |
| Edmund Beaufort, II duca di Somerset        |                                           | Katherine Swynford                       |                                              |  |  |       |  |  |                                            |  |  |                           |  |
|                                             |                                           | Thomas Holland, II conte di Kent         | Thomas Holland, I conte di Kent              |  |  |       |  |  |                                            |  |  |                           |  |
|                                             |                                           | Thomas Holland, II conte di Kent         | Thomas Holland, I conte di Kent              |  |  |       |  |  |                                            |  |  |                           |  |
|                                             |                                           | Thomas Holland, II conte di Kent         | Giovanna di Kent                             |  |  |       |  |  |                                            |  |  |                           |  |
| Margaret Holland                            |                                           | Thomas Holland, II conte di Kent         |                                              |  |  |       |  |  |                                            |  |  |                           |  |
|                                             |                                           | Alice FitzAlan                           | Richard FitzAlan, X conte di Arundel         |  |  |       |  |  |                                            |  |  |                           |  |
|                                             |                                           | Alice FitzAlan                           | Richard FitzAlan, X conte di Arundel         |  |  |       |  |  |                                            |  |  |                           |  |
|                                             |                                           | Alice FitzAlan                           | Eleonora di Lancaster                        |  |  |       |  |  |                                            |  |  |                           |  |
| Henry Beaufort, III duca di Somerset        |                                           | Alice FitzAlan                           |                                              |  |  |       |  |  |                                            |  |  |                           |  |
|                                             | Thomas de Beauchamp, XII conte di Warwick | Thomas de Beauchamp, XI conte di Warwick |                                              |  |  |       |  |  |                                            |  |  |                           |  |
|                                             | Thomas de Beauchamp, XII conte di Warwick | Thomas de Beauchamp, XI conte di Warwick |                                              |  |  |       |  |  |                                            |  |  |                           |  |
|                                             | Thomas de Beauchamp, XII conte di Warwick | Katherine Mortimer                       |                                              |  |  |       |  |  |                                            |  |  |                           |  |
| Richard de Beauchamp, XIII conte di Warwick | Thomas de Beauchamp, XII conte di Warwick |                                          |                                              |  |  |       |  |  |                                            |  |  |                           |  |
|                                             |                                           | Margaret Ferrers                         | William Ferrers, III barone Ferrers di Groby |  |  |       |  |  |                                            |  |  |                           |  |
|                                             |                                           | Margaret Ferrers                         | William Ferrers, III barone Ferrers di Groby |  |  |       |  |  |                                            |  |  |                           |  |
|                                             |                                           | Margaret Ferrers                         | Margaret de Ufford                           |  |  |       |  |  |                                            |  |  |                           |  |
| Eleanor Beauchamp                           |                                           | Margaret Ferrers                         |                                              |  |  |       |  |  |                                            |  |  |                           |  |
|                                             |                                           | Thomas de Berkeley, V barone Berkeley    | Maurice de Berkeley, IV barone Berkeley      |  |  |       |  |  |                                            |  |  |                           |  |
|                                             |                                           | Thomas de Berkeley, V barone Berkeley    | Maurice de Berkeley, IV barone Berkeley      |  |  |       |  |  |                                            |  |  |                           |  |
|                                             |                                           | Thomas de Berkeley, V barone Berkeley    | Elizabeth le Despenser                       |  |  |       |  |  |                                            |  |  |                           |  |
| Elizabeth de Berkeley                       |                                           | Thomas de Berkeley, V barone Berkeley    |                                              |  |  |       |  |  |                                            |  |  |                           |  |
|                                             |                                           | Margaret de Lisle, III baronessa Lisle   | Warin, II barone Lisle de Lisle              |  |  |       |  |  |                                            |  |  |                           |  |
|                                             |                                           | Margaret de Lisle, III baronessa Lisle   | Warin, II barone Lisle de Lisle              |  |  |       |  |  |                                            |  |  |                           |  |
|                                             |                                           | Margaret de Lisle, III baronessa Lisle   | Margaret Pipard                              |  |  |       |  |  |                                            |  |  |                           |  |
|                                             |                                           | Margaret de Lisle, III baronessa Lisle   |                                              |  |  |       |  |  |                                            |  |  |                           |  |